# Alberto Regazzoni
Alberto Regazzoni (Lugano, 4 maggio 1983) è un allenatore di calcio svizzero ed ex giocatore di ruolo attaccante.

## Carriera

### Club
A 17 anni, nella stagione 1999-2000, disputa la sua partita d'esordio in Serie A con la maglia del FC Lugano. Sarà questa tuttavia la sua unica apparizione nel corso di quella stagione. A partire dal 2002-2003 entra in pianta stabile a far parte della prima squadra del Lugano, retrocessa nel frattempo in Challenge League, dove in una stagione totalizza 25 presenze e mette a segno 3 reti.
In seguito al fallimento della società, avvenuto alla fine della stagione, viene prestato al Malcantone Agno, formazione di Prima Lega, dove in 7 partite realizza una rete e contribuisce alla storica promozione in Challenge League della squadra malcantonese. Nella stagione seguente realizzerà 11 reti in 27 partite.
Nel 2004 viene acquistato dal Sion, squadra che allora militava in Challenge League e ne diventa subito titolare, diventando ben presto anche l'idolo della tifoseria vallesana. Nella prima stagione sfiora la promozione in Super League (Svizzera), che ottiene nel campionato seguente.
Nel 2005-2006 ottiene anche il suo primo successo a livello di club conquistando la Swisscom Cup battendo il Young Boys, 6-4 ai rigori, segnando il rigore che dà la vittoria ai vallesani. Esordisce in Super League nella stagione 2005-2006.
Dalla stagione 2007-2008 è in forza allo Young Boys.
Nel dicembre 2011 si trasferisce a San Gallo, conquistando una promozione in Super League, per poi passare al Sion e infine, dal 2014 al 2017, al Chiasso, dove continua a giocare con regolarità, guadagnandosi anche i galloni da capitano.
Passa gli ultimi anni della sua carriera, nelle serie minori ticinesi, passando da Mendrisio, Sementina e Rancate dove, nel mese di marzo 2019, abbandona la carriera di giocatore per iniziare ad allenare, subentrando a Giuseppe Di Vincenzi e dirigendo il primo allenamento il 5 marzo. All'inizio della stagione successiva, a causa di impegni professionali, è sostituito da Nicola Padula (già suo vice), nel ruolo di primo allenatore .
Il 13 dicembre del 2024 è annunciato come nuovo allenatore FC Riva in Terza Lega, subentrando, durante la pausa invernale, ad Enzo Soriani.

### Nazionale
Dopo il campionato 2005-2006 ottiene la prima convocazione da parte della nazionale svizzera, con la quale debutta il 2 settembre 2006 contro il Venezuela, sostituendo al 68' Hakan Yakın.

## Statistiche

### Cronologia presenze e reti in nazionale
| Cronologia completa delle presenze e delle reti in nazionale ― Svizzera | Cronologia completa delle presenze e delle reti in nazionale ― Svizzera | Cronologia completa delle presenze e delle reti in nazionale ― Svizzera | Cronologia completa delle presenze e delle reti in nazionale ― Svizzera | Cronologia completa delle presenze e delle reti in nazionale ― Svizzera | Cronologia completa delle presenze e delle reti in nazionale ― Svizzera | Cronologia completa delle presenze e delle reti in nazionale ― Svizzera | Cronologia completa delle presenze e delle reti in nazionale ― Svizzera |
| Data                                                                    | Città                                                                   | In casa                                                                 | Risultato                                                               | Ospiti                                                                  | Competizione                                                            | Reti                                                                    | Note                                                                    |
| ----------------------------------------------------------------------- | ----------------------------------------------------------------------- | ----------------------------------------------------------------------- | ----------------------------------------------------------------------- | ----------------------------------------------------------------------- | ----------------------------------------------------------------------- | ----------------------------------------------------------------------- | ----------------------------------------------------------------------- |
| 2-9-2006                                                                | Basilea                                                                 | Svizzera                                                                | 1 – 0                                                                   | Venezuela                                                               | Amichevole                                                              | -                                                                       | 68’                                                                     |
| 6-9-2006                                                                | Ginevra                                                                 | Svizzera                                                                | 2 – 0                                                                   | Costa Rica                                                              | Amichevole                                                              | -                                                                       | 78’                                                                     |
| 25-3-2007                                                               | Miami                                                                   | Colombia                                                                | 3 – 1                                                                   | Svizzera                                                                | Amichevole                                                              | -                                                                       | 46’                                                                     |
| Totale                                                                  |                                                                         | Presenze                                                                | 3                                                                       |                                                                         | Reti                                                                    | 0                                                                       |                                                                         |

## Palmarès

### Club

#### Competizioni nazionali
- Coppa Svizzera: 1

Sion: 2005-2006